# IFR Automotive
IFR Automotive es una empresa española dedicada a la fabricación de coches de diseño propio. Tiene su sede principal en Reus (Tarragona).
La compañía fue fundada por el ingeniero Ignacio Fernández en 2003, en Reus.
Su primer modelo, el Aspid, fue puesto a la venta en 2009. Hay dos variantes: el Aspid Sport de 270 CV y el Aspid SuperSport de 402 CV.

## Modelos
- 2009 - IFR Aspid.
- 2013 - Aspid GT-21 Invictus